# Laith

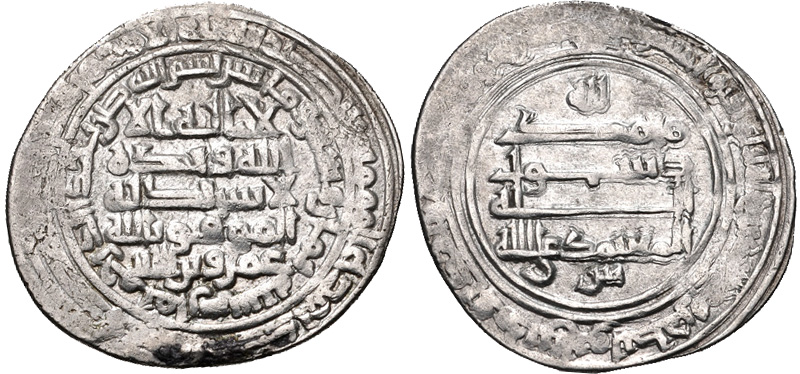
Moneda del gobernante saffarí Amr ibn al-Layth.

Al-Layth Ibn Ali Ibn al-Layth (murió 928) fue un emir del emirato Safárida desde 909 hasta 910. Era el hijo de Ali Ibn al-Layth y sobrino de los dos primeros gobernantes safáridas, Ya'qub-i Laith Saffari y ‘Amr Ibn al-Layth.

## Biografía
En 890, Al-Layth y su hermano Al-Mu'addal ayudaron a su padre ‘Ali a escapar del encarcelamiento a manos del tío de este último, el amir safárida Amr bin Laith. Los tres huyeron a Jorasán, donde ingresaron al servicio del líder anti-safárida en esa región, Rafi' bin Harthama. ‘Ali murió en 893, y los hermanos continuaron sirviendo a Rafi‘. Después de que Rafi‘ fuera derrotado y muerto en 896, fueron capturados por Amr, quien, sin embargo, los trató bien.
Tras la captura de ‘Amr por los Samánidas en 900, el comandante esclavo (ghulam) Sebük-eri comenzó a establecer lazos con Al-Layth, que se había escondido en Sistán. Como hijo de ‘Ali, quien originalmente había sido designado como el sucesor de Ya‘qub ibn al-Layth al-Saffar, era un posible contendiente para el emirato, y ganó partidarios en el ejército. A pesar de esto, al principio se mantuvo leal al sucesor de ‘Amr, Tahir b. Muhammad. Participó en la campaña de 900-901 para recuperar Fars del Califato abasí y otra campaña más exitosa que se llevó a cabo alrededor de 904.
Durante los próximos años posteriores a la reocupación de Fars, Al-Layth acompañó a Sebük-eri. En 907 o 908 Sebük-eri lo envió en una expedición militar contra Makrán, cuyo gobernante, el ma'dánida ‘Isa b. Ma'dan, no había rendido homenaje a los saffáridas en los últimos años. Al-Layth pudo obtener el tributo que se le debía, pero cuando regresó, Sebük-eri le ordenó volver a Makrán y tomó a su hijo como rehén en un esfuerzo por obligarlo a obedecer. En cambio, Al-Layth comenzó una rebelión en Kermán, que era administrada por Sebük-eri, y obtuvo ayuda de Tahir, pero su ejército lo abandonó cuando la fuerza de Sebük-eri se acercó. Al-Layth se vio obligado a huir a Sistán con pocos seguidores, pero con una gran cantidad de riqueza que había ganado al saquear las ciudades de Kermán.
Al-Layth llegó a la capital, Zarang, a fines de 908 y ocupó parte de la ciudad, a pesar de los intentos de Tahir por desalojarlo. Tahir finalmente fue forzado a retirarse del área y Al-Layth fue aclamado como emir en marzo de 909. Comenzó su reinado enviando un ejército bajo el mando de su hermano para hacer cumplir su autoridad en Afganistán, lo que resultó en la captura de Sebük. El hermano de Sebük-eri, Ghalib al-Mu'addal luego hizo campaña en Ghazna y, junto con el apoyo enviado por su hermano, impuso la autoridad de Al-Layth en algunas partes de Afganistán para fines de año.
En febrero de 910, Al-Layth dejó Zarang al frente de una expedición contra Sebük-eri. En mayo, derrotó a Sebük-eri en el campo y liberó a su hijo del cautiverio, y la conquista de Fars procedió en serio. Sebük-eri, sin embargo, era un vasallo califal y recibió apoyo de los abasíes. El representante de Al-Layth en Fars fue derrotado por las fuerzas Abasí bajo Mu'nis al-Khadim en agosto, lo que obligó a Al-Layth a llegar a un acuerdo, y dejó a Fars por Kermán. Sebük-eri, sin embargo, se negó a hacer las paces con los Safáridas, y con la ayuda abbasí derrotó y capturó a él y a su hijo; Al-Mu'addal logró escapar a Kermán. Los cautivos fueron enviados a Bagdad; Al-Layth permaneció en prisión hasta su muerte en Raqqa en 928.